# コネチカット州の政府評議会

コネチカット州の政府評議会/計画地域

従来の郡と計画地域を重ね合わせた地図

コネチカット州の政府評議会（コネチカットしゅうのせいふひょうぎかい）は、アメリカ合衆国コネチカット州の行政区画の一種。2015年と2022年以降、政府評議会（Councils of governments, COGs）が管轄する計画地域（Planning Region）は、それぞれ州法と連邦法において郡に相当する行政区画として認められており、連邦政府からの助成金や統計上の目的においては、1960年に廃止された同州の旧8郡に取って代わった。
一部のCOGは都市圏計画機構（MPO）または農村計画機構（RPO）と連携、あるいは兼任している。

## 歴史

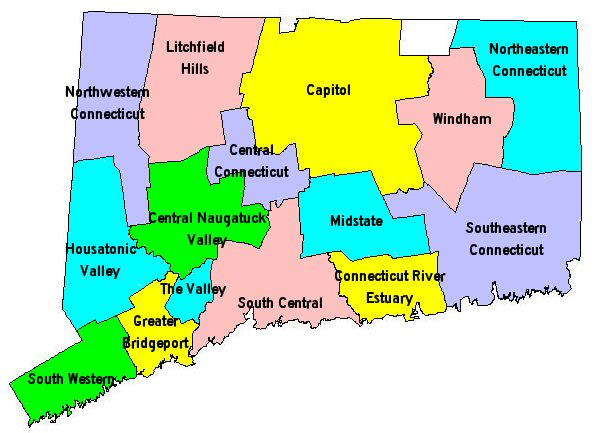
2013年時点の計画地域

1960年に郡政府が廃止され各自治体に地方行政機能が移されたが、土地利用、環境、インフラといった課題はしばし自治体同士の対立を招き、一部のプロジェクトはほとんど、あるいは全く進展しない状態に陥った。またプロジェクトの影響を受けるすべての自治体から許可を得る必要があったため、1つでも反対する自治体があれば頓挫する可能性があった。
これらの問題を解決するため、コネチカット州は1980年代に15の地域評議会（Regional Council）を設立した。従来の郡とは対照的に、人口構成の近い自治体が集められた。2013年、コネチカット州政策管理局（OPM）はコネチカット川河口地域と州中部地域を統合し、下流コネチカット川流域計画地域を作成した。2014年、OPMは計画地域を再編し15から9に削減した。
2015年に州はCOGを州法の下で従来の郡と同等と認めた。また2019年に州は統計上の目的で旧郡をCOGに置き換えるようアメリカ合衆国国勢調査局に勧告し、2022年に承認された。国勢調査局のすべての業務及び出版物は2024年までに順次旧郡からCOGの区分に変更されるが、2020年国勢調査と2022年6月1日以前に発行された出版物には適用されない。

## 一覧
| FIPS コード | 計画地域名                                                                              | 政府協議会 (COG)                                                                                            | 都市圏計画機構 (MPO) / 農村計画機構 (RPO)                 | 最大の都市 (人口) | 面積 (km2)                         | 人口 (2024年推計) | 地図 |
| ----------- | --------------------------------------------------------------------------------------- | --- | --------------------------------------------------------- | ----------------- | ---------------------------------- | ----------------- | ---- |
| 110         | キャピトル計画地域 Capitol Planning Region                                              | キャピトル地域政府評議会 Capitol Region Council of Governments (CRCOG)                                      | キャピトルMPO                                             | ハートフォード    | 1,046.186平方マイル (2,709.61 km2) | 991,508           |      |
| 120         | グレーターブリッジポート計画地域 Greater Bridgeport Planning Region                     | コネチカット都市圏政府評議会 Connecticut Metropolitan Council of Governments (MetroCOG)                     | グレーターブリッジポート・ バレーMPO                      | ブリッジポート    | 238.16平方マイル (616.8 km2)       | 335,666           |      |
| 130         | ローワーコネチカットリバーバレー計画地域 Lower Connecticut River Valley Planning Region | ローワーコネチカットリバーバレー政府評議会 Lower Connecticut River Valley Council of Governments (RiverCOG) | ローワーコネチカットリバーバレーMPO                       | ミドルタウン      | 517.201平方マイル (1,339.54 km2)   | 177,540           |      |
| 140         | ノーガタックリバーバレー計画地域 Naugatuck Valley Planning Region                       | ノーガタックバレー政府評議会 Naugatuck Valley Council of Governments (NVCOG)                                | セントラルノーガタックMPO                                 | ウォーターバリー  | 421.567平方マイル (1,091.85 km2)   | 462,220           |      |
| 150         | ノースイースタンコネチカット計画地域 Northeastern Connecticut Planning Region           | ノースイースタンコネチカット政府評議会 Northeastern Connecticut Council of Governments (NECCOG)             | ノースイースタンRPO                                       | キリングリー      | 563.157平方マイル (1,458.57 km2)   | 97,701            |      |
| 160         | ノースウェストヒルズ計画地域 Northwest Hills Planning Region                            | ノースウェストヒルズ政府評議会 Northwest Hills Council of Governments (NHCOG)                               | ノースウェストヒルズRPO                                   | トリントン        | 808.108平方マイル (2,092.99 km2)   | 114,101           |      |
| 170         | サウスセントラルコネチカット計画機構 South Central Connecticut Planning Region          | サウスセントラル地域政府評議会 South Central Regional Council of Governments (SCRCOG)                       | サウスセントラルMPO                                       | ニューヘイブン    | 619.579平方マイル (1,604.70 km2)   | 576,718           |      |
| 180         | サウスイースタンコネチカット計画地域 Southeastern Connecticut Planning Region           | サウスイースタンコネチカット政府評議会 Southeastern Connecticut Council of Governments (SCCOG)              | サウスイースタンコネチカットMPO                           | ノーウィッチ      | 681.712平方マイル (1,765.63 km2)   | 282,602           |      |
| 190         | ウェスタンコネチカット計画地域 Western Connecticut Planning Region                      | ウェスタンコネチカット政府評議会 Western Connecticut Council of Governments (WestCOG)                       | サウスウェスタンコネチカットMPO、 フーサトニックバレーMPO | スタンフォード    | 648.029平方マイル (1,678.39 km2)   | 637,013           |      |